# Åsta Gudbrandsdatter
Åsta Gudbrandsdatter (970-1020) fue reina consorte de Noruega entre los siglos X y XI y madre de dos reyes de la Noruega unificada: Olaf II el Santo y Harald III de Noruega.
Según las sagas nórdicas, Åsta Gudbrandsdatter procedía del reino de Vestfold. Su padre era Gudbrand Kula de Oppland. Casó en primeras nupcias con Harald Grenske, rey vikingo de Vestfold y de esa unión nacería el futuro rey Olaf II. A la muerte de Harald Grenske, casó en segundas nupcias con Sigurd Syr de Østlandet y de esa unión nació Harald Hardrada (r. 1047-1066).
Las sagas también mencionan más descendencia de Åsta y Sigurd Syr:
- Guttorm (998-1047).
- Gunnhild (n. 1000) – casó con el líder bóndi Ketil Kalv.
- Halfdan.
- Ingrid (n. 1010) – casó con Nefstein "stalare" Halldorsson (n. 1008).[4]